# Jacek Matuszewski
Jacek Matuszewski (ur. 11 lipca 1946 w Poznaniu) – polski prawnik, profesor nauk prawnych, profesor zwyczajny Uniwersytetu Łódzkiego, nauczyciel akademicki Akademii Leona Koźmińskiego w Warszawie, specjalista w zakresie historii prawa.

## Życiorys
Maturę uzyskał w III Liceum Ogólnokształcącym im. Marcina Kasprzaka w Poznaniu. W 1969 ukończył studia prawnicze na Wydziale Prawa i Administracji Uniwersytetu Łódzkiego, tam w 1976 otrzymał stopień naukowy doktora. W 1983 na tym samym wydziale uzyskał stopień doktora habilitowanego. W 1985 został kierownikiem Katedry Historii Państwa i Prawa Polskiego na Wydziale Prawa i Administracji UŁ. W 1992 prezydent RP nadał mu tytuł naukowy profesora nauk prawnych. W latach 2000–2012 był kierownikiem Katedry Historii Ustroju i Prawa Polskiego w Akademii Leona Koźmińskiego w Warszawie.
Został profesorem zwyczajnym Uniwersytetu Łódzkiego w Wydziale Prawa i Administracji, zatrudnionym w Katedrze Badań nad Rozwojem Państwa i Prawa.
Pod jego kierunkiem stopień naukowy doktora uzyskali m.in. Tadeusz Szulc i Maciej Rakowski
Założył czasopismo Studia z Dziejów Państwa i Prawa Polskiego.

## Wybrane publikacje
- Zastaw nieruchomości w polskim prawie ziemskim do końca XV stulecia (1979)
- Przywileje i polityka podatkowa Ludwika Węgierskiego w Polsce (1983)
- Postanowienia i realizacja ustawodawstwa zastawnego sejmów egzekucyjnych (1986)
- Vicinia id est… Poszukiwania alternatywnej koncepcji staropolskiego opola (1991)[3]